# Santa Rita (Zulia)
Pour les articles homonymes, voir Santa Rita.
Santa Rita est l'une des 21 municipalités de l'État de Zulia au Venezuela. Son chef-lieu est Santa Rita. En 2011, la population s'élève à 59 866 habitants.

## Géographie

### Subdivisions
La municipalité est constituée de quatre paroisses civiles avec chacune à sa tête une capitale (entre parenthèses) :
- Santa Rita (Santa Rita) ;
- El Mene (El Mene) ;
- Pedro Lucas Urribarrí (El Guanábano) ;
- José Cenobio Urribarrí (Palmarejo).